# Škoda Enyaq
Škoda Enyaq (спочатку представлений як Škoda Enyaq iV) — електричний кросовер виробництва чеської компанії Škoda. Автомобіль базується на модульній електроприводній платформі Volkswagen MEB, що й Volkswagen ID.4. За довжиною 4,65 м він схожий на Škoda Kodiaq.

## Опис

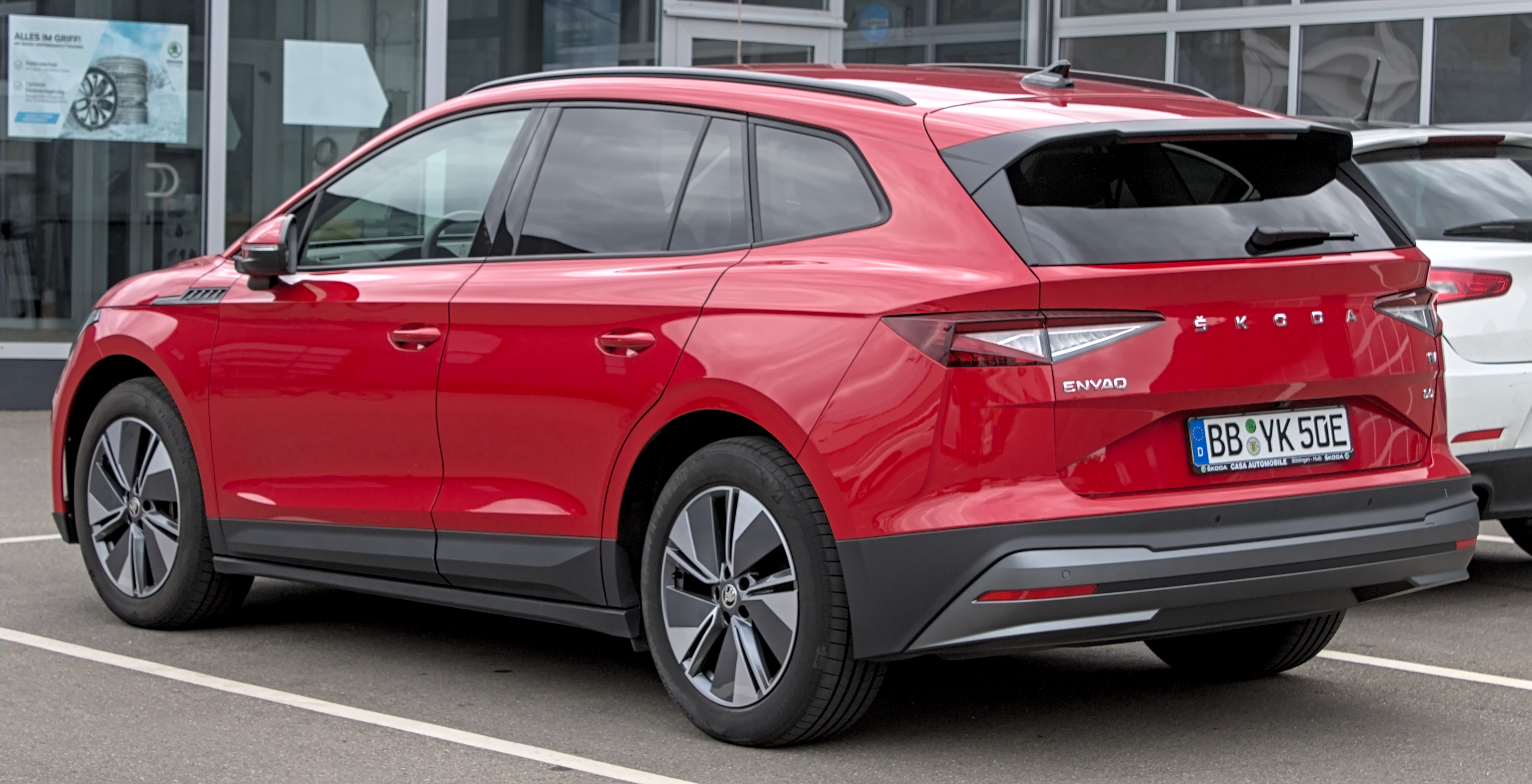
Škoda Enyaq iV

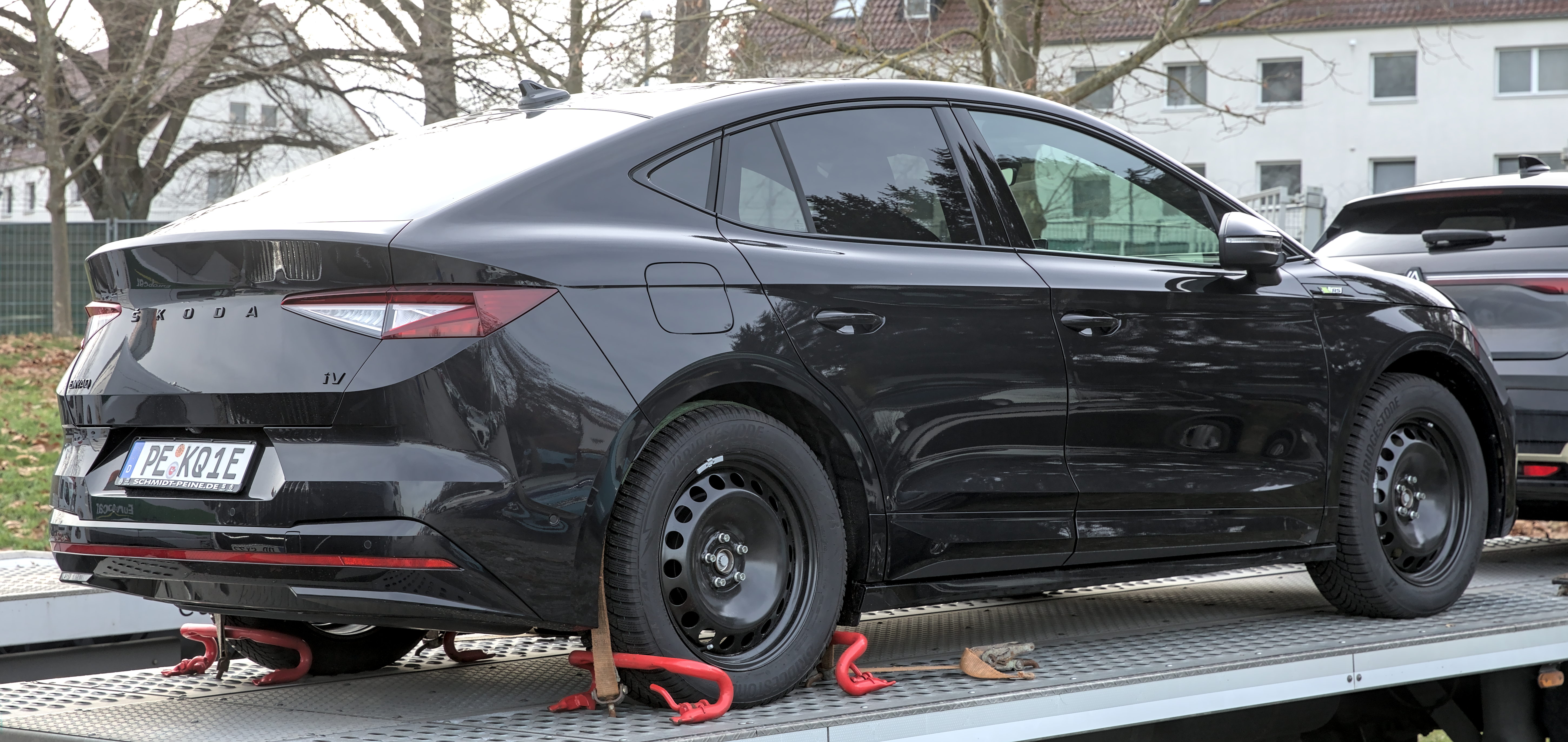
Škoda Enyaq iV Coupe

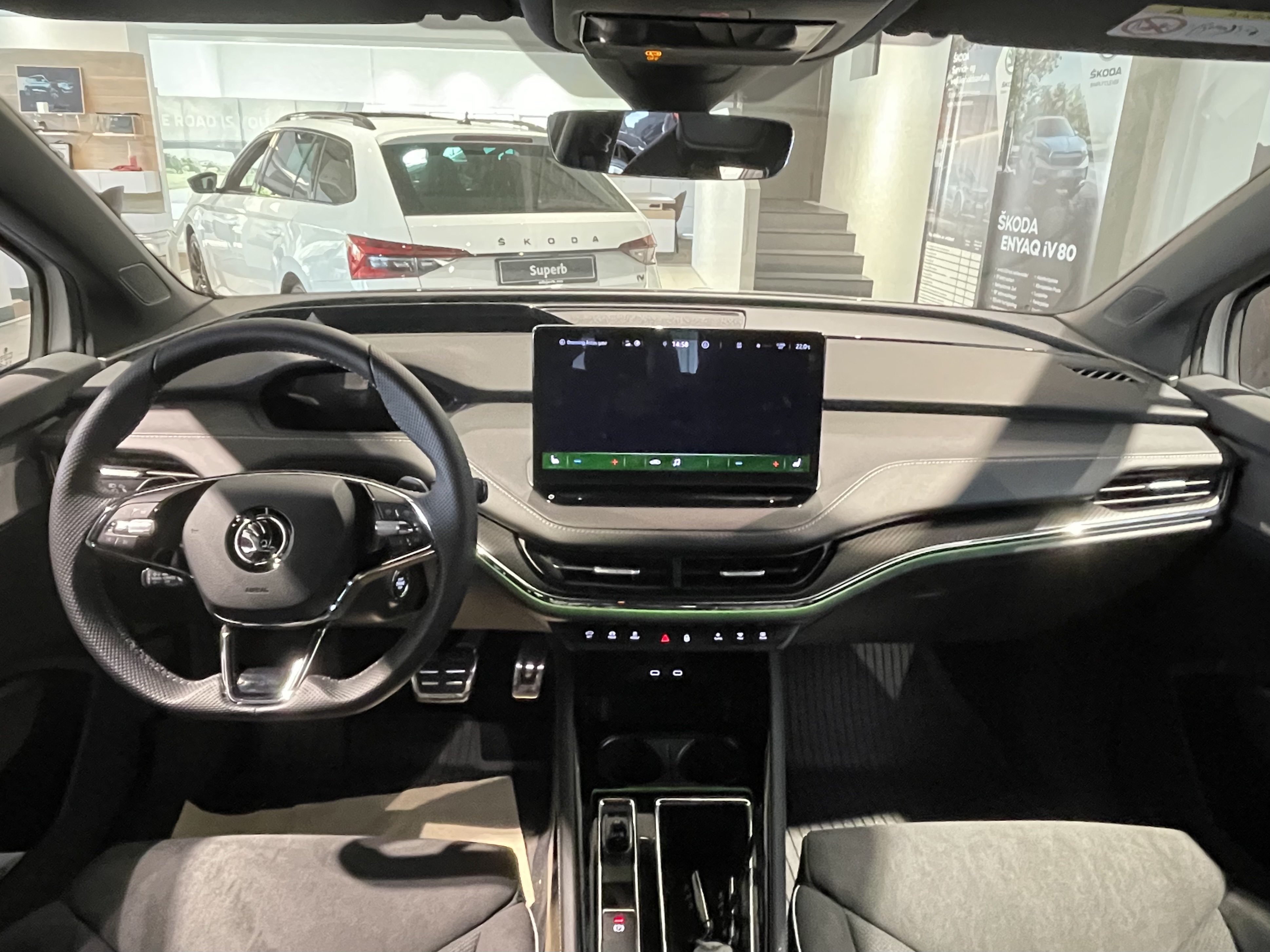

На європейському ринку Škoda Enyaq iV представлений у п'яти модифікаціях, з яких три мають задній привід з одним електродвигуном. Базовий Enyaq 50 iV з електромотором, який видає 148 к. с. і 220 Н·м, оснащений батареєю місткістю 55 кВт·год — її заряду має вистачати на 340 км пробігу (по циклу WLTP). На розгін до 100 км/год витрачається 11,7 с. Силова установка кросовера Enyaq 60 iV розвиває 179 к. с. і 310 Н·м, на одному заряді батареї місткістю 62 кВт·год він може подолати 390 км. Skoda Enyaq 80 iV з більш потужним 204-сильним електромотором (крутний момент як і раніше становить 310 Нм) і великою батареєю (82 кВт·год) здатна проїхати до 510 км без підзарядки.
Найпростіша повнопривідна модифікація — Škoda Enyaq 80x iV: сумарна віддача двох електромоторів складає 265 к. с. і 425 Н·м, а 100 км/год такий кросовер долає за 6,9 с. На вершині гами стоїть Enyaq RS iV (306 к. с., 460·Н·м): лише 6,2 секунди до 100 км/год. Обидві модифікації оснащені батареями місткістю 82 кВт·год, заявлений запас ходу у двомоторних електромобілів досягає 460 км. На відміну від стандартних версій, флагманський Enyaq RS iV може розігнатися до 180 км/год замість 160 км/год, а ще він здатний тягати причепи масою 1400 кг — висувний фаркоп з електроприводом запропонований як опція.
Поставки в Європу почалися навесні 2021 року зі стартовою ціною 40 400 євро.
Об'єм багажника позашляховика Enyaq iV 2022 складає 585 літрів з вертикальними спинками заднього ряду та 1710 літрів зі складеними задніми сидіннями.

### Фейсліфт 2025
8 січня 2025 року Škoda випустила рестайлінгові обидві моделі Enyaq та Enyaq Coupe. Зміни включають перероблену передню панель в стилі Modern Solid, яка дебютувала на меншому Elroq, покращений коефіцієнт лобового опору для обох моделей, нові кольори кузова, та інтер'єр виконаний з більш екологічних матеріалів.

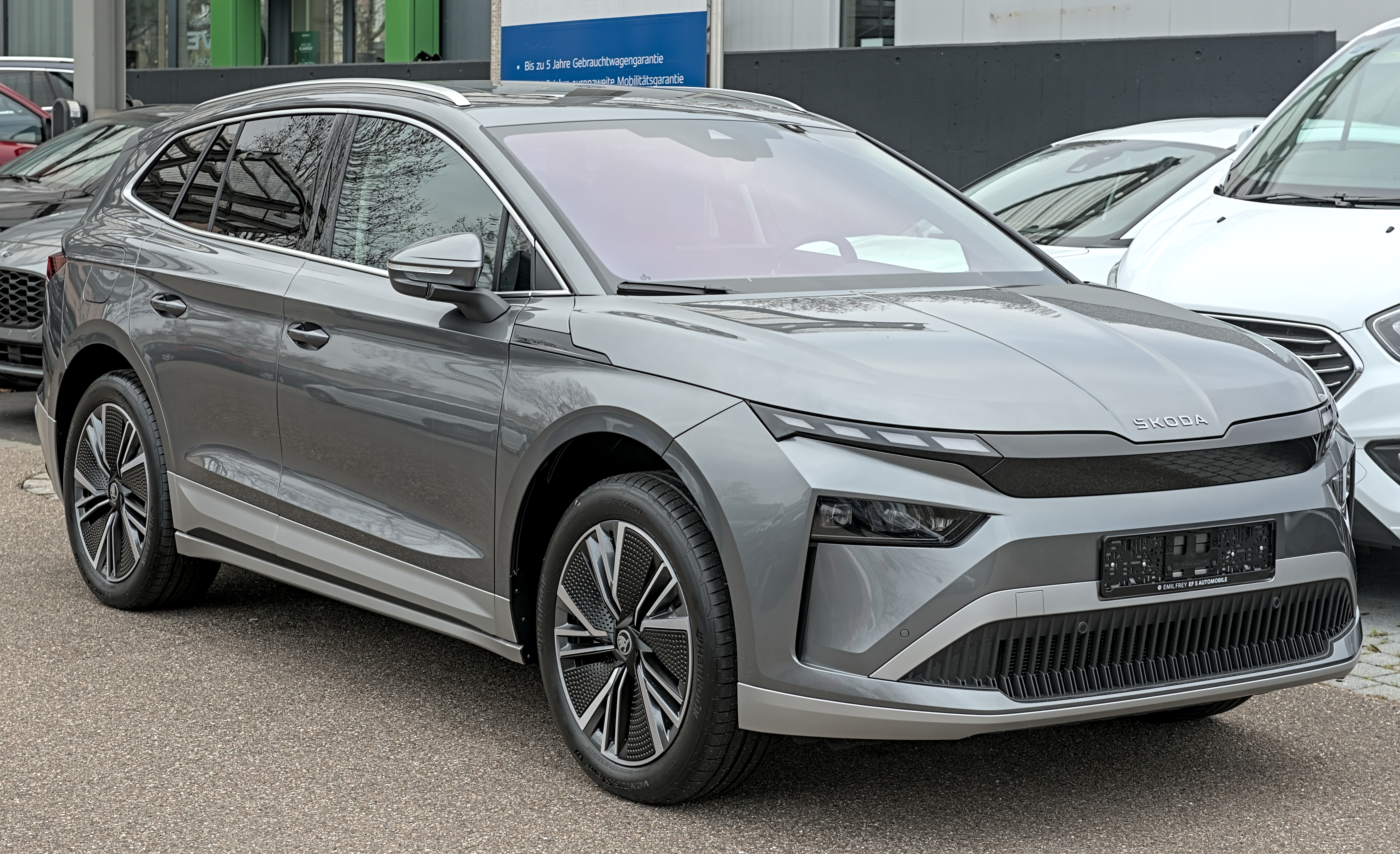
2025 Škoda Enyaq
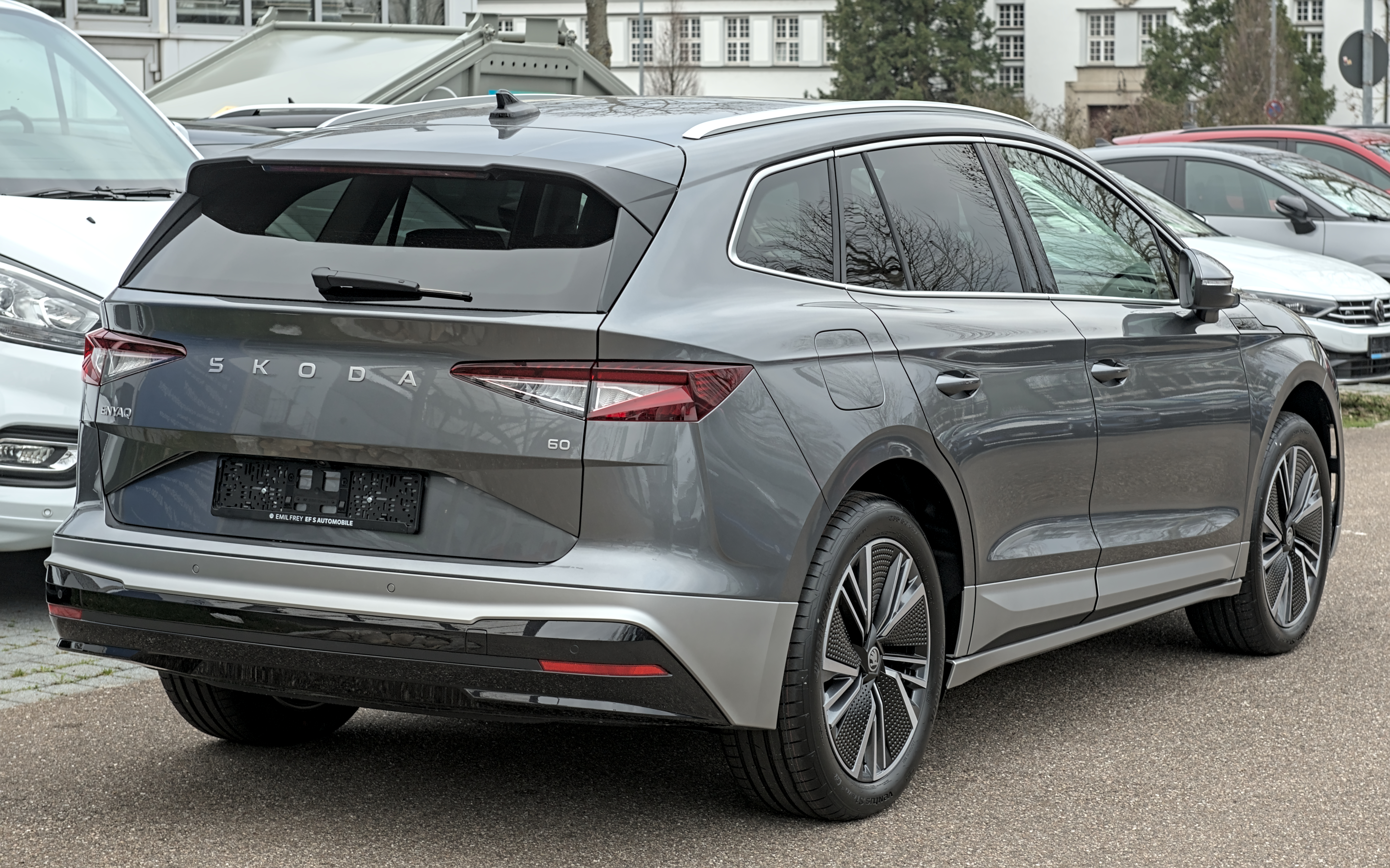
вид ззаду
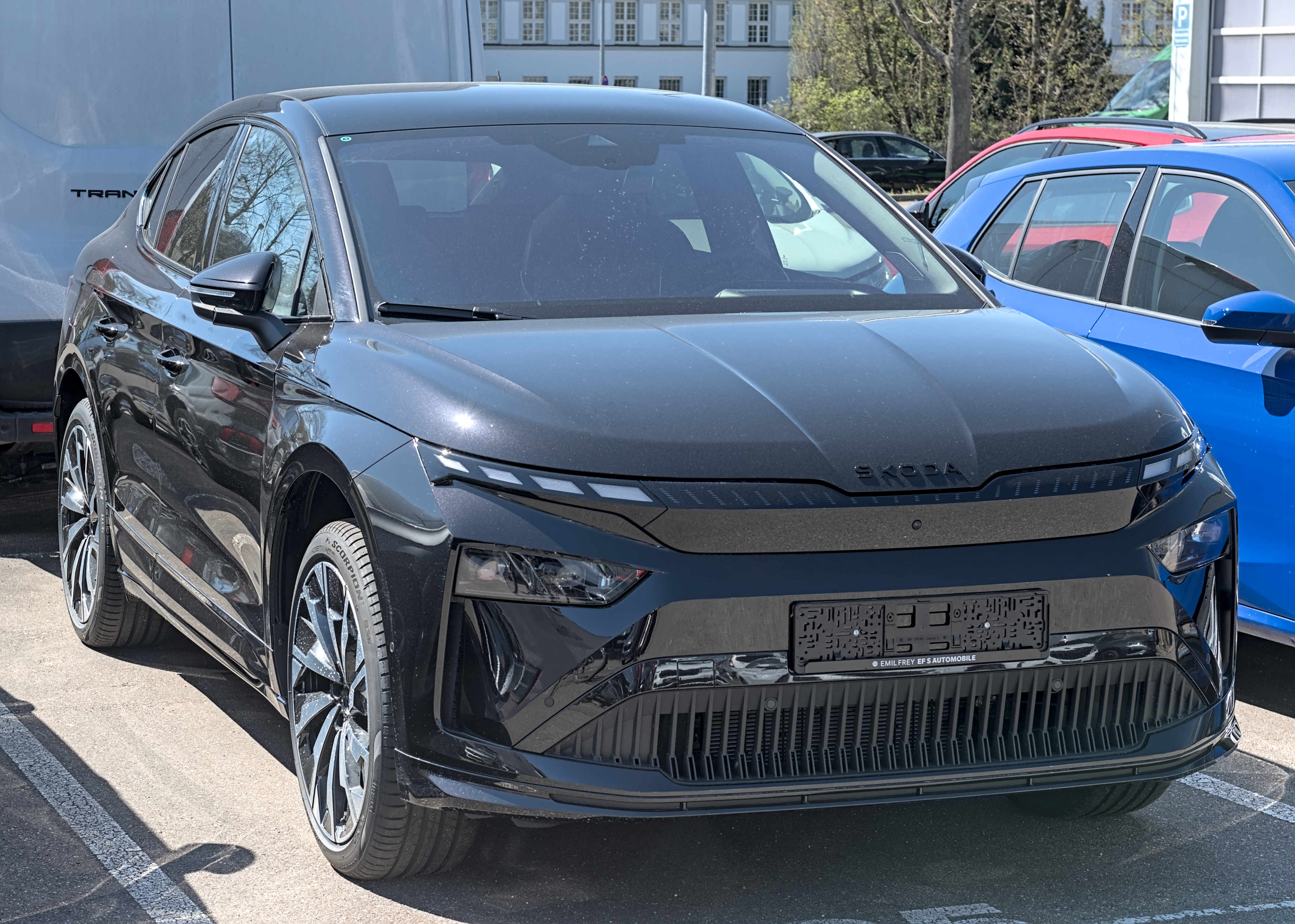
2025 Škoda Enyaq Coupe

## Модифікації
| Модель   | Рік   | Зарядка акумулятора, повна/корисна, кВт·год | Привід | Потужність, к. с. | Крутний момент, Н·м | Розгін від 0 до 100 км/год, с | Максимальна швидкість, км/год | Пробіг (WLTP) | Зарядка постійного струму, кВт | Зарядка змінного струму, на борту, кВт |
| -------- | ----- | ------------------------------------------- | ------ | ----------------- | ------------------- | ----------------------------- | ----------------------------- | ------------- | ------------------------------ | -------------------------------------- |
| 50 iV    | 2020– | 55 / 52                                     | RWD    | 148               | 220                 | 11,4                          | 160                           | 340 км        | 50 (опц. 100)                  | 7,2                                    |
| 60 iV    | 2020– | 62 / 58                                     | RWD    | 179               | 310                 | 8,7                           | 160                           | 390 км        | 50 (опц. 100)                  | 7,2                                    |
| 80 iV    | 2020– | 82 / 77                                     | RWD    | 204               | 310                 | 8,5                           | 160                           | 510 км        | 50 (опц. 125)                  | 11                                     |
| 80x iV   | 2021– | 82 / 77                                     | AWD    | 265               | 425                 | 6,9                           | 160                           | 460 км        |                                | 11                                     |
| 80 RS iV | 2021– | 82 / 77                                     | AWD    | 306               | 460                 | 6,2                           | 180                           | 460 км        |                                | 11                                     |

## Виробництво і продаж
| рік  | виробництво | продаж (Європа) | продаж (Європа) |
| рік  | виробництво | Enyaq iV        | Enyaq iV Coupe  |
| ---- | ----------- | --------------- | --------------- |
| 2020 | 939         | 186             |                 |
| 2021 | 49.811      | 48.283          |                 |
| 2022 |             | 49.762          | 2.403           |